# Imperial College London
Imperial College London (Imperial College of Science, Technology and Medicine) er et universitet i London. Naturvidenskab, ingeniørfag og medicin er traditionelt væsentlige, men i nyere tid er der kommet afdelinger for økonomi og humaniora. 
The Times rangerede universitetet som det 9. bedste i verden i 2010 og det 4. bedste i verden inden for ingeniørfag, teknologi og biomedicin i 2006.
Imperial College har tidligere været tilknyttet University of London som et kollegium, men forlod universitetssammenslutningen i 2007 for at blive selvstændigt.
Hovedcampus ligger i South Kensington i det centrale London, med facade mod Exhibition Road. 